# Pyrisitia nise
Pyrisitia nise är en fjärilsart som först beskrevs av Pieter Cramer 1775.  Pyrisitia nise ingår i släktet Pyrisitia och familjen vitfjärilar.
Artens utbredningsområde är Jamaica. Inga underarter finns listade.

## Bildgalleri

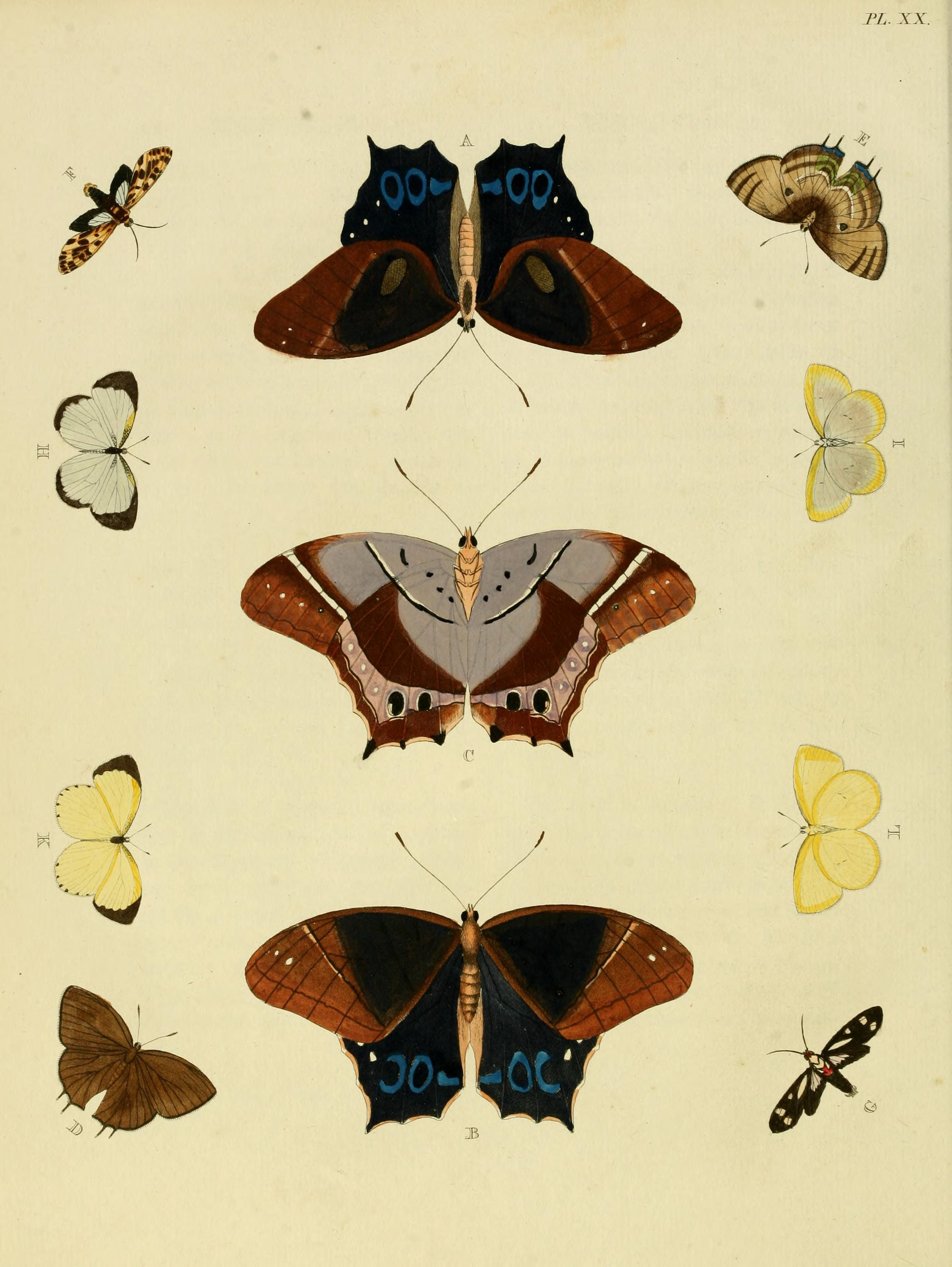
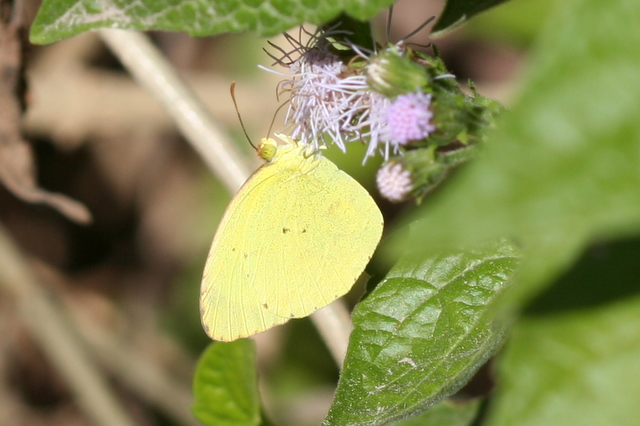
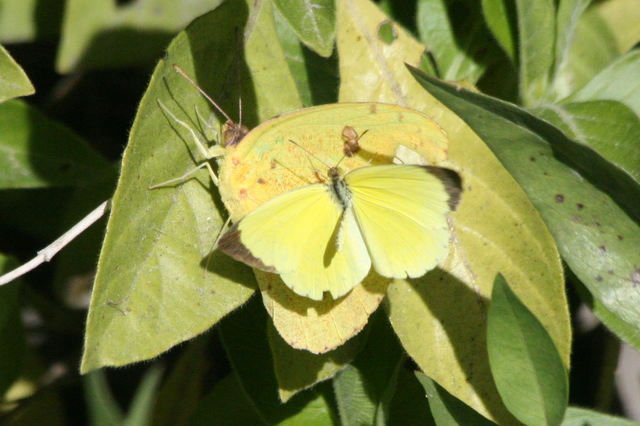